# MegaRace
MegaRace — видеоигра в жанре автогонок со стрельбой, разработанная компанией Cryo Interactive и выпущенная в 1994 году на IBM PC и игровых консолях Sega CD и 3DO.
Было выпущено два продолжения — MegaRace 2 (1996) и MegaRace 3 (2001). В 1990-х годах игра также распространялась в комплекте с некоторыми компьютерами Packard Bell.
Игра использует технологию FMV для отображения игровой ситуации — гоночные треки представляют собой зацикленные видеоролики с пререндерённой трёхмерной графикой, машины отображаются спрайтами. Также в игре более 20 минут видео, показывающего вымышленное телешоу с ведущим Лэнсом Бойлом (Кристиан Эриксон).
Музыка к игре была написана Стефани Пиком (Stephane Picq), работавшим над многими играми Cryo, включая Lost Eden и Atlantis: The Lost Tales.

## Сюжет
Действие игры происходит в отдалённом будущем. Игрок участвует в шоу под названием «MegaRace» на телеканале VWBT (Virtual World Broadcast Television), соревнуясь в гонках на выживание. Шоу ведёт Лэнс Бойл, рассказывая о новых уровнях и противниках и пытаясь напугать игрока.

## Игровой процесс
Задачей игрока является уничтожение всех противников на уровне до завершения трёх кругов. В первых уровнях число противников невелико, но оно возрастает по мере прохождения игры. Противники могут быть уничтожены разными способами — с помощью бокового тарана (ударами о границу трассы), использованием ракет, мин или выливанием масла, что приводило к заносу машин противника.
В игре присутствует восемь видов машин, три из которых доступны игроку с начала игры. Гонки происходят на 14 трассах в пяти разных виртуальных мирах. Также есть две специальные трассы. Одна из них служит для набора дополнительных очков, вторая является последним шансом перед завершением игры.
За прохождение уровней игрок получает призы, выдающиеся случайным образом. Они не влияют на игровой процесс и окончание игры и являются элементом шоу.